# Axel Wintzell
Axel Wintzell, född 1856 i Karlskrona amiralitetsförsamling, död 29 augusti 1897 i Augerums socken, var en svensk militärmusiker.

## Biografi
Wintzell blev musikelev vid Marinregementet 1869 där han var kollega med August Nilson. Winzell blev musikanförare och regementstrumslagare 1887 vid Blekinge Bataljon med musikdirektörs namn och värdighet. År 1891 flyttade Winzell till Eksjö och blev musikanförare vid Smålands grenadjärkår. Var också musiklärare vid stadens skolor. Winzell, som led av epilepsi. flyttade 1895 från Eksjö till Augerum socken och är där antecknad som avliden 29 augusti 1897.  